# Diplurodes coremiaria
Diplurodes coremiaria är en fjärilsart som beskrevs av George Francis Hampson 1896. Diplurodes coremiaria ingår i släktet Diplurodes och familjen mätare. Inga underarter finns listade i Catalogue of Life.